# Milwaukee Brewers
Milwaukee Brewers – drużyna baseballowa grająca w centralnej dywizji National League, ma siedzibę w Milwaukee w stanie Wisconsin.

## Historia

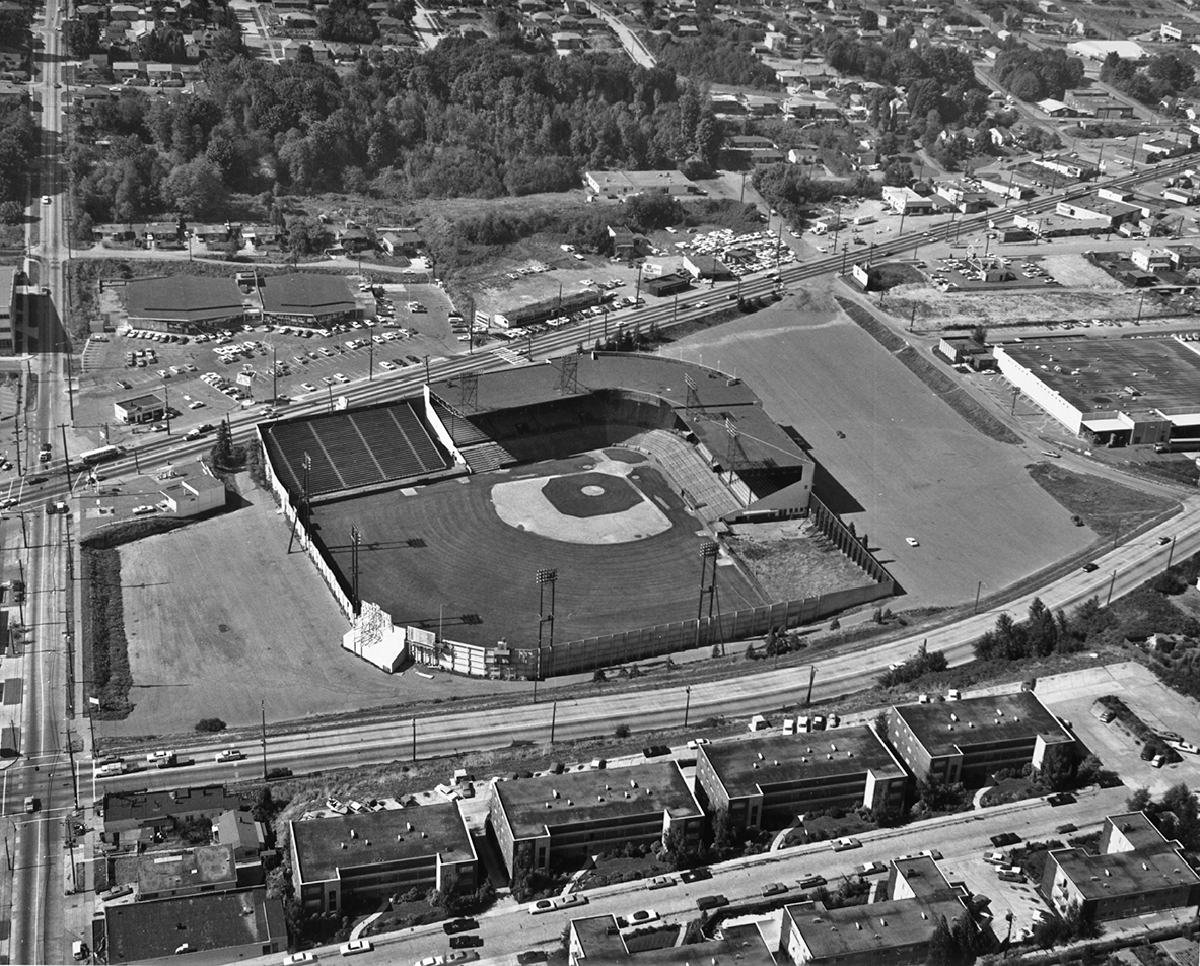
Sick’s Stadium – stadion, na którym w sezonie 1969 występował zespół Seattle Pilots.

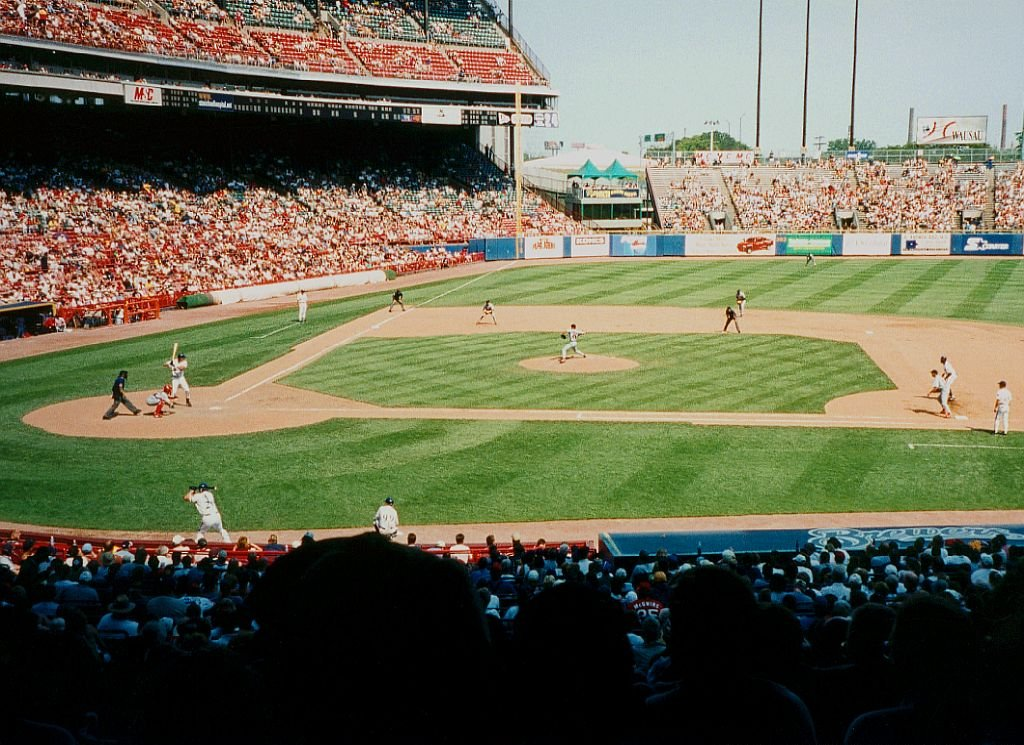
Milwaukee County Stadium.

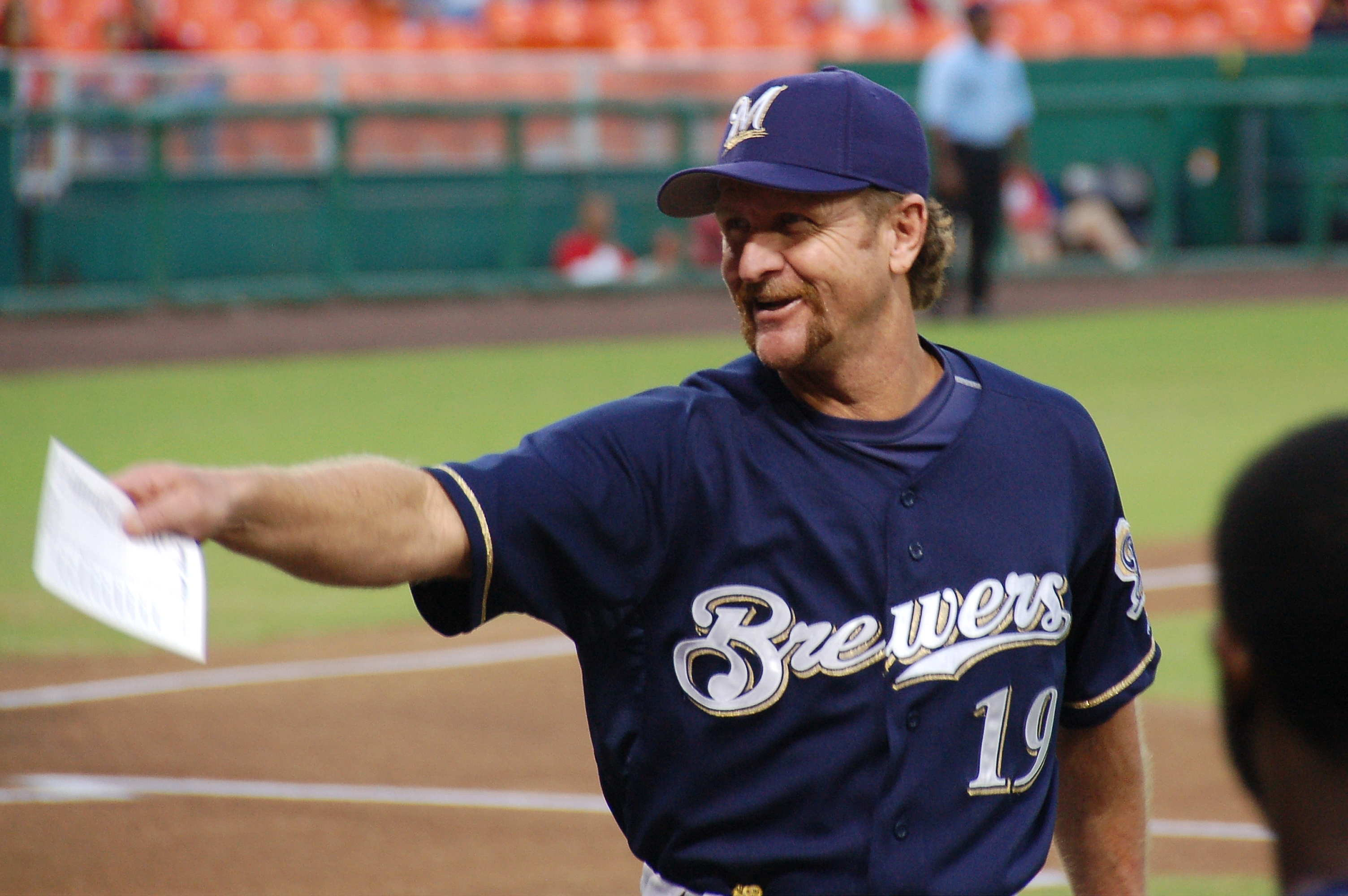
Robin Yount – członek Baseball Hall of Fame, zawodnik Brewers w latach 1974–1993, dwukrotny MVP American League.

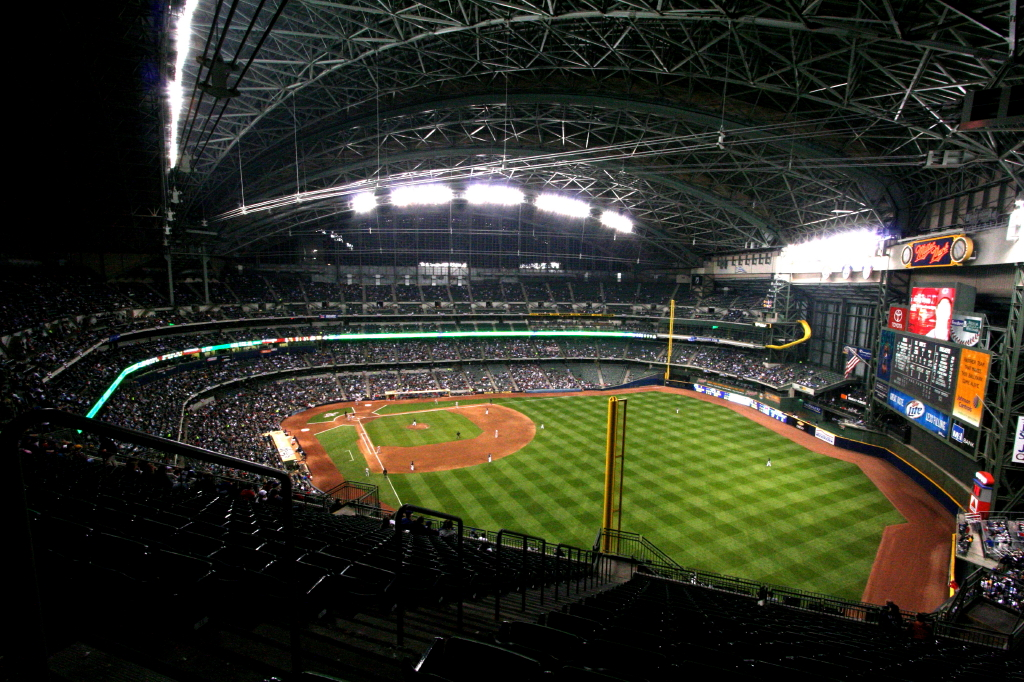
Miller Park.

Klub powstał w Seattle pod nazwą 1969 pod nazwą Seattle Pilots i był jednym z czterech zespołów, obok Kansas City Royals, Montreal Expos i San Diego Padres, który dołączył do Major League Baseball, jednak z powodu niskiej frekwencji i problemów finansowych został sprzedany za 10,8 miliona dolarów Budowi Seligowi, byłemu właścicielowi Milwaukee Braves, który przeniósł jego siedzibę do Milwaukee. Klub przyjął nazwę Milwaukee Brewers ze względu na istniejący od połowy XIX wieku w tym mieście przemysł browarniczy. Pierwszy mecz odbył się 7 kwietnia 1970; w obecności 37 237 widzów Brewers ulegli California Angels 0-12. W latach 1975–1976 w zespole grał 25-krotny uczestnik Meczu Gwiazd, członek Baseball Hall of Fame Hank Aaron, ówczesny rekordzista w MLB pod względem liczby zdobytych home runów; 20 lipca 1976 w meczu z California Angels zdobył 755. home runa w karierze.
W sezonie 1981 Brewers po raz pierwszy uzyskali awans do postseason, zaś rok później zagrali w World Series, w których ulegli St. Louis Cardinals 3-4. Po zakończeniu sezonu 1997 klub przeszedł do National League Central Division. W 2000 po 21 latach występów w roli gospodarza na Milwaukee County Stadium, klub przeniósł się na wybudowany kosztem 382 milionów dolarów, mogącym pomieścić 41 900 widzów Miller Park. W 2008 Brewers po raz pierwszy od 28 lat awansowali do postseason, jednak ulegli w NLDS Philadelphia Phillies 1-3.
W sezonie 2011 Brewers uzyskali najlepszy bilans zwycięstw i porażek w historii klubu (96–66) i po pokonaniu w NLDS Arizona Diamondbacks 3-2, przegrali w NLCS z późniejszym triumfatorem w World Series St. Louis Cardinals 2-4. 26 czerwca 2014 Brewers ustanowili klubowy rekord w liczbie zwycięstw na półmetku rozgrywek, zaliczając 49 wygranych po rozegraniu 81 meczów.

## Sukcesy
| Tytuł                               | Liczba | Rok        |
| ----------------------------------- | ------ | ---------- |
| World Series                        | –      | –          |
| American League Championship Series | 1      | 1982       |
| National League Central Division    | 2      | 2011, 2018 |
| American League East Division       | 1      | 1982       |

## Stroje specjalne
Zawodnicy Brewers w kilku meczach MLB występowali w strojach specjalnych:
- 11 czerwca 2011 podczas The Latin Nights w meczu z St. Louis Cardinals stroje złote z napisem Cerveceros[8]
- 14 sierpnia 2011 z okazji German Heritage Day w meczu z Pittsburgh Pirates stroje ciemnoniebieskie z napisem Bierbrauer, ciemnoniebieskie czapki[9]
- 1 lipca 2012 z okazji Italian Heritage Day w meczu z Arizona Diamondbacks stroje zielone z czerwonym pasem z napisem Birrai, czerwone czapki[10]
- 23 czerwca 2013 z okazji Polish Heritage Day w meczu z Atlanta Braves białe stroje z czerwonym pasem z napisem Piwowarzy, czerwone czapki[11]

## Zastrzeżone numery
Od 1997 numer 42 zastrzeżony jest przez całą ligę ku pamięci Jackie Robinsona, który jako pierwszy Afroamerykanin przełamał bariery rasowe w Major League Baseball.
| Paul Molitor 3B, DH Zastrzeżony w 1999 | Robin Yount SS, CF, C Zastrzeżony w 1994 | Rollie Fingers P Zastrzeżony w 1992 | Jackie Robinson 2B Zastrzeżony w 1997 | Hank Aaron RF, DH Zastrzeżony w 1976 |